# Pelotonfeuer
Das sogenannte Pelotonfeuer (engl. platoon fire) war ein Feuerdrill der Linieninfanterie im Militär. Bei diesem Drill wurden keine massierten Salven der gesamten Schlachtreihe abgegeben, sondern die Infanterie schoss in kleinere Gruppen (meist in Pelotons) unterteilt, abwechselnd, jeweils geschlossen eine Musketensalve, sodass der Eindruck eines „rollenden Feuers“ entstand.
Dieses Vorgehen gewährleistete ein konstantes Beschießen des Feindes, was insbesondere den großen französischen Kolonnen in den napoleonischen Kriegen zu schaffen machte, die das Pelotonfeuer nicht nutzten und durch den stetigen Kugelhagel niedergemäht wurden.

## Geschichte
Das Pelotonfeuer wurde durch den schwedischen König Gustav II. Adolf eingeführt und soll das erste Mal 1631 bei der Schlacht bei Breitenfeld eingesetzt worden sein. Schnell wurde es von der niederländischen sowie von deutschen Armeen übernommen und in den 1660er Jahren durch den Offizier und Drillmeister Jean Martinet auch im Königreich Frankreich eingeführt.
Die British Army übernahm das Pelotonfeuer wahrscheinlich im 18. Jahrhundert von den Preußen, die es schon länger in Kombination mit der Lineartaktik in der Armee einsetzten, und drillte fast ihre gesamte Infanterie darin. Wellington brachte dies viele Siege im Peninsular War ein. Von einigen Historikern wird es als ein entscheidender Faktor für die Überlegenheit der britischen Truppen angesehen, die später Napoleon Bonaparte zusammen mit den Preußen in der Schlacht bei Waterloo besiegten.
Spätestens mit der Auflösung der Lineartaktik und der Einführung des Maschinengewehrs wurde das Pelotonfeuer überflüssig.

## Durchführung
Es sind verschiedene Versionen des Pelotonfeuers bekannt. Bei der einfachsten Variante fing die Einheit am Rand der Armee an, eine Salve abzugeben. Kurz darauf gab das Peloton daneben seinerseits eine Salve ab, dann das dritte und so fort, bis wieder am Anfang begonnen werden konnte, da die erste Gruppe nun nachgeladen hatte. Bei der österreichischen Armee dagegen wurden die Salven abwechselnd von den beiden Flügeln in die Mitte hin abgeschossen, bei acht Pelotons also in der Reihenfolge 1, 8, 2, 7, 3, 6, 4, 5. In Frankreich wählte man meist die umgekehrte Reihenfolge, begann also in der Mitte.
In der preußischen Armee schossen jeweils abwechselnd die geradzahligen und ungeradzahligen Pelotons. Bemerkenswert war die Taktik der Infanterie des kaiserlichen Heeres, bei der stets eine Einheit des vorrückenden Heeres nicht schoss, sondern als Feuerreserve bereitstand.

## Einsatz
Unter Kampfbedingungen löste sich das wohlgeordnete Salvenfeuer allerdings schnell in ungeordnetes Einzelfeuer auf. Nur wirklich gut trainierte Truppen waren abseits der Übungsplätze in der Lage, nach mehreren Salven gleichzeitig abgegebenes Feuer aufrechtzuerhalten. Die komplizierten Ladevorgänge der damaligen Musketen, verbunden mit dem immensen psychischen Stress und körperlicher Anstrengung – die feuernden Soldaten waren meist selbst gegnerischem Feuer ausgesetzt – führten dazu, dass die Musketen nicht mehr synchron abgefeuert wurden, geschweige denn geladen werden konnten. Viele Soldaten vergaßen in der Hitze des Gefechts auch die korrekte Einhaltung des Ladevorgangs, so dass einige Musketen gar nicht feuerten. Auch führten – insbesondere nach langen Feuerkämpfen – Pulverrückstände in den Waffen dazu, dass Musketen verstopften oder Feuersteine in den Hähnen der Waffen ausgewechselt werden mussten.
Der Effekt des Pelotonfeuers war so vor allem ein psychologischer. Wenn eine Einheit einer gut gedrillten Truppe gegenüberstand, die sich vom gegnerischen Feuer nicht beirren ließ und wie eine Maschine gleichmäßig Salven abgab, die einen permanenten Kugelhagel erzeugten, verlor sie oft den Mut und wandte sich zur Flucht.
Noch 1831 sprach sich Friedrich Greven beim Pelotonfeuer vor allem für die Anwendung gegen Kavallerie aus, die damit dauerhaft unter Beschuss zu nehmen sei, während geballtes Linienfeuer gegen Infanterie eine deutlich höhere, auch psychologische Wirksamkeit habe.

## Popularität
- Bernard Cornwell: Die Sharpe-Romane; die britische Militärtaktik wird ausführlich beschrieben
- Feuerdrill im Computerspiel Empire: Total War